# Anel Viário de Corumbá
Anel Viário de Corumbá é um sistema modal rodoviário que circunda a cidade de Corumbá, Mato Grosso do Sul. Foi criado originalmente para desafogar o trânsito na área urbana de Corumbá e soluciona também um dos mais graves problemas do trânsito urbano, principalmente da região central da cidade, que é o tráfego de veículos pesados.

## Geografia
O Anel Viário é uma via que inicia num trevo situado no acesso à Avenida Gaturama e termina na fronteira com a Bolívia, sendo o último trecho da rodovia BR-262 possuindo extensão total de 11,9 km. A via possui largura 21 metros. O Anel Viário atende os bairros de Guatós, Guarani, Cristo Redentor, Jardim dos Estados, Popular Nova, Nossa Senhora de Fátima e Aeroporto.
A obra foi iniciada em 1998 e paralisada ainda na fase inicial de execução devido a problemas de liminar judicial entre as empresas construtoras, ficando cerca de 10 anos inativa. Foi retomada em 2009 e concluída em 2011. O anel também faz parte do projeto do Corredor bioceânico, que liga o Oceano Atlântico ao Pacífico, que atende Corumbá.

### Porto Seco Agesa
O Porto Seco Fronteira/Corumbá - Agesa, mais conhecido por Porto Seco Agesa, é um porto seco que situa-se na cidade de Corumbá, no estado de Mato Grosso do Sul. O porto se localiza na região de mesmo nome situado no Anel Viário de Corumbá (BR-262), a 2,5 km da fronteira com a Bolívia e a 6 km do centro de Corumbá, daí seu nome ser Agesa. O porto seco é administrado pela Receita Federal do Brasil, assim como o Posto Esdras, situado mais próximo da fronteira (50 metros antes).

## Coordenadas
| Desde                           | Desde                                                            | Até                              | Até                                                              | Distância em Km | Acumulado em Km |
| Localização                     | Coordenadas                                                      | Localização                      | Coordenadas                                                      | Distância em Km | Acumulado em Km |
| ------------------------------- | ---------------------------------------------------------------- | -------------------------------- | ---------------------------------------------------------------- | --------------- | --------------- |
| Trevo com a Avenida Gaturama    | 19° 07' 46" S 57° 61' 37" O{{#coordinates:}}: longitude inválida | Rua Maranhão                     | 19° 03' 53" S 57° 64' 19" O{{#coordinates:}}: longitude inválida | 5,30            | 5,30            |
| Rua Maranhão                    | 19° 03' 53" S 57° 64' 19" O{{#coordinates:}}: longitude inválida | Interseção com a Gonçalves Dias  | 19° 01' 53" S 57° 65' O{{#coordinates:}}: longitude inválida     | 2,30            | 7,70            |
| Interseção com a Gonçalves Dias | 19° 01' 53" S 57° 65' O{{#coordinates:}}: longitude inválida     | Agesa                            | 19° 02' 19" S 57° 68' 21" O{{#coordinates:}}: longitude inválida | 3,52            | 11,20           |
| Agesa                           | 19° 02' 19" S 57° 68' 21" O{{#coordinates:}}: longitude inválida | Rótula com a Rodovia Ramão Gomes | 19° 01' 83" S 57° 68' 65" O{{#coordinates:}}: latitude inválida  | 0,55            | 11,85           |